# 達明一派
達明一派（だっみんやっぱい、タッミンペア、Tat Ming Pair、1985年 - ）は、香港を活動拠点とする二人編成のバンド。ギターの劉以達、ボーカルの黄耀明が1985年に結成。1990年に解散するが以後1996年と2003年の二度にわたり再結成している。
現状中国大陸で全面封鎖された、から待機する六四天安門事件。